# Donaubus
Die Erste Donau-Dampfschiffahrts-Gesellschaft (DDSG) beschaffte Ende der 1950er Jahre drei kleinere Schiffe für Donaurundfahrten. Heute fahren Maria, Kriemhild und Juliane immer noch, jedoch in den unterschiedlichsten Funktionen. Die Bezeichnung Donaubus wurde auf der österreichischen Donau nur für diese drei Einheiten verwendet.

## Ausgangssituation
1939 und 1940 konnten die beiden dieselelektrisch betriebenen Schaufelradschiffe Stadt Wien und Stadt Passau vom Stapel gelassen werden. Dann folgte eine lange Neubau-Flaute bei der DDSG-Personenschifffahrt bedingt durch den Zweiten Weltkrieg, ehe 1957 drei kleinere Rundfahrtschiffe, die die Werft Korneuburg erbaute, in Dienst gestellt wurden. Es handelte sich um sogenannte „Donaubusse“, die eine Kapazität von jeweils etwa 110 Personen haben und auf der gesamten österreichischen Donau im Ausflugsdienst eingesetzt wurden. Sie waren im Lokaldienst äußerst beliebt, da sowohl ein geschlossener Salon mit Bordbuffet, als auch ein kleines achtern gelegenes Freideck vorhanden sind. Die Schwesterschiffe Juliane, Kriemhild und Maria scheinen auf der DDSG-Flottenliste mit den Nummern 409, 410 und 411 als die ersten Personenschiff-Neubauten seit der Inbetriebnahme der Stadt Wien und Stadt Passau auf.

## Technische Daten
- Baujahr 1957
- Bauwerft Schiffswerft Korneuburg
- Länge 21,5 m
- Breite 3,75 m
- Höhe bis Hauptdeck 1,85 m
- Maschinen 2 MAN 8-Zylinder 4-Takt-Diesel-Motoren
- Leistung 300 PS = 220 kW
- Zugelassen für 110 Personen

## Namensgebung
Nach dem Ersten Weltkrieg taufte man die DDSG-Frachtschiffe auf Namen wie Ostarrichi oder Dr. Karl Renner nach dem damaliger Bundespräsident Karl Renner. Weiters waren Fluss- und Ortsnamen als Schiffsnamen überaus beliebt und wurden rege verwendet. In der Personenschifffahrt dienten die Namen von Politikern, Feldherren oder Komponisten als Namen für die „Weiße Flotte“.
Das Motorschiff Kriemhild wurde nach der Sagenfigur aus dem bekannten Nibelungenlied, Juliane und Maria nach den Namen der beiden Töchter eines engagierten niederösterreichischen Landespolitikers benannt.

## Einsatzgebiete
Die Schiffe wurden flexibel im Lokaldienst auf den Wien-Rundfahrten, im Wachau-Verkehr und auf der Strecke Passau-Linz eingesetzt. Dem Fahrplan 1962 ist zu entnehmen, dass einer der Donaubusse für den Linienverkehr im oberen Donautal vorgesehen war. Täglich außer Mittwoch legte das Schiff frühmorgens in Passau stromabwärts Richtung Linz ab und fuhr mittags wieder zurück. Interessant ist der Vermerk „ohne Gepäcksbeförderung“. Ein weiteres Schiff war in der Wachau unterwegs. Zweimal täglich pendelte einer der Donaubusse zwischen Melk und Krems. In der Wachau war der Dienstag als „Ruhetag“ im Fahrplan vermerkt. 16 Schilling (umgerechnet etwas mehr als 1 Euro) kostete 1962 die knapp 3-stündigen Rundfahrten im Wiener Donauraum. Werktags legte das Schiffzwei mal, an Wochenenden dreimal zu den Rundfahrten ab. Im Vergleich: heute fährt die DDSG Blue Danube mit drei Rundfahrtsschiffen fünf Touren zum jeweiligen Preis von 18 Euro.

## Die drei Donaubusse im Porträt

### Maria
Zu Beginn war das Schiff im Wachau-Verkehr eingesetzt, ehe sie für Wien-Rundfahrten verwendet wurde. Sie blieb am längsten der drei Schiffe im Besitz der DDSG und war gemeinsam mit Vindobona für Donaukanalrundfahrten eingesetzt. Am 27. Mai 1987 wurde Maria an Josef Graser verkauft. Vindobona fuhr in Folge einige Jahre als einziges Schiff die Donaukanalrundfahrten, bis 1989 das Rundfahrtsschiff russischer Bauart Vienna angemietet wurde. 1988 wurde die Firma „Freizeithafen Gesellschaft mbH. & Personenschiffahrt Ardagger KG“ mit den Gesellschaftern Max Damböck, Josef Auinger und Alois Brandstetter gegründet, die das Schiff käuflich erwarben. Die Maria wurde daraufhin im Strudengau rund um das historische Städtchen Grein für zweistündige Rundfahrten eingesetzt.
Der Donaubus wurde von Damböck, einem gelernten Tischler, neu eingerichtet. Die Schalensitze, wie in einem Autobus in Fahrtrichtung angeordnet, wichen komfortablen Tischen und Bänken. Nach dem „Boom“ der Rundfahrten folgte Ende der 1990er Jahre ein wahrer Einsturz der Fahrleistungen. Maria dümpelte im Freizeithafen Ardagger vor sich hin, wurde zwischenzeitlich an die „Nostalgie Tours“ nach Krems für Sonderfahrten verchartert und kehrte wieder nach Ardagger zurück. Die „Donauschiffahrt Ardagger“ konzentrierte sich auf das 1993 erbaute Schiff Donaunixe, welches den Charter- und Rundfahrtsdienst übernahm und auf das 400-Personen-Tagesausflugsschiff Ostarrichi, welches zwischen 1997 und 2001 den Liniendienst zwischen Linz und Krems versah.
Vor wenigen Jahren hat Fritz Leitner aus Enns als Alleingesellschafter die Firmenanteile übernommen und das Schiff Maria im Hafen von Ardagger und in der ÖSWAG Werft Linz generalüberholt. Die Maria bekam eine neue Ausstattung mit hellem Interieur und wird seither wieder für Charterfahrten im Strudengau eingesetzt.

### Kriemhild

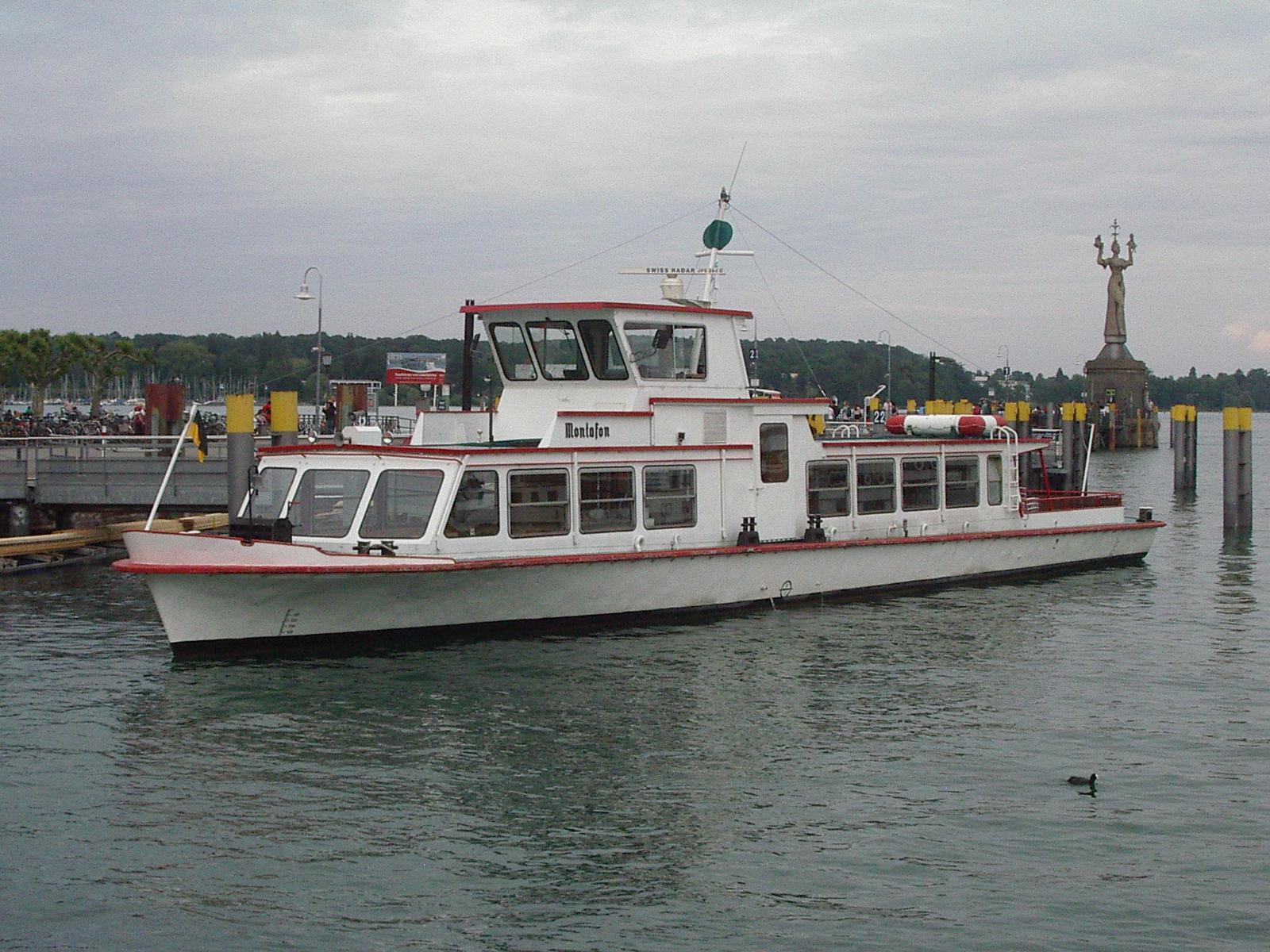
Die Montafon im Hafen Bregenz

„Wie Sie vielleicht den ausführlichen Bericht des Fernsehens entnommen haben, ist im September der Donaubus „Kriemhild“ an die ÖBB verkauft worden. Die Schiffsübergabe erfolgte in Wien, der Transport zu Lasten des Landes Vorarlberg. „Kriemhild“ wurde beigekoppelt nach Regensburg gebracht, dort aus dem Wasser auf einen Tieflader gehoben und auf der Straße zum Bodensee geführt. Die dabei entstanden Schwierigkeiten sind leicht vorstellbar, wenn man sich die Abmessungen des Donaubusses vergegenwärtigt: […] Ein kleines Missgeschick passierte, als ein Kran Kriemhild in den Bodensee heben sollte. Das Schiff rutschte aus seinem Gehänge und fiel aus ca. 70 cm Höhe auf den Tieflader zurück. Dass dabei nur minimale Beschädigungen entstanden sind, lässt sich auf eine solide Konstruktion des Schiffskörpers schließen. Kriemhild wurde in der Werft Fußach neu adaptiert und im Frühjahr als Montafon den Linienverkehr am Bodensee aufnehmen.“
Das Schiff wurde nach umfangreichen Überholungsmaßnahmen zu Beginn der Saison 1976 als Ersatz für die erste Montafon im Originalzustand als zweite Montafon für die österreichische Bodenseeflotte in Dienst gestellt. In den Wintermonaten 1986/87 entschloss sich der Eigner, die ÖBB, das Schiff grundlegend umzubauen und um 5,5 Meter zu verlängern. Die runden Formen des Donaubusses wichen kantigen Ecken. Es entstand ein durchgehender Salon, der Steuerstand wurde erhöht und das Freideck vergrößert. Im Sommer 1987 war das Schiff mit neuem Aussehen wieder am See anzutreffen.
Die Montafon ist seit 2006 im Besitz der Vorarlberg Lines-Bodenseeschifffahrt, der Nachfolgegesellschaft der ÖBB-Bodenseeschifffahrt, und führt nach wie vor Rund- und Charterfahrten ab Bregenz durch.

### Juliane
Die Juliane wurde 1957 gemeinsam mit der Maria im Wachau-Verkehr zwischen Marbach sowie Ybbs und Krems eingesetzt. Im Folgejahr wurde der Wachau-Fahrplan wieder reduziert und Juliane aus der Wachau abgezogen. Mitte der 1960er Jahre war die Juliane gemeinsam mit der Maria für Wien-Rundfahrten eingesetzt, während das Dampfschiff Hebe die Wachau-Kurse bediente. 1976 wurde die Juliane veräußert und wird als Werkstätten- und Arbeitsschiff in den Häfen von Linz verwendet.